# 산띠 순다라얀
산띠 순다라얀(Santhi Soundarajan), (1981년 4월 17일~)은 인도의 육상선수이다. 안드로겐 무감응 증후군을 가진것으로 추정된다. 2006년 아시안게임 여자 800m에서 은메달을 땄으나, 성별검사에 걸려서 메달이 박탈된 후 현재는 지도자로 활동하고 있다. 그녀가 메달을 박탈당한 후 몇년 뒤에야 안드로겐 무감응 증후군을 가진 XY 사람이 스포츠 대회에 여성으로 출전하는 것이 허용되었다.

## 같이 보기
- 캐스터 세메냐